# Phylica apiculata
Phylica apiculata är en brakvedsväxtart som beskrevs av Otto Wilhelm Sonder. Phylica apiculata ingår i släktet Phylica och familjen brakvedsväxter. Inga underarter finns listade i Catalogue of Life.